# Ancienne mairie de Sampierdarena
 (février 2024).
L'ancienne mairie de Sampierdarena est l'édifice qui abritait l'administration de l'ancienne commune ligure de Sampierdarena, annexée au « Grand Gênes » en 1926.

## Histoire
Le bâtiment a été construit en 1852 sur un projet de l'architecte Angelo Scaniglia, élève de Barabino, pour doter la commune de Sampierdarena, alors en forte expansion démographique, d'un bâtiment administratif adapté à ses besoins.
Malgré cela, la commune s'est vite retrouvée dans une position décentralisée par rapport aux principaux axes de circulation ; avec la construction de la voie ferrée Turin-Gênes, le développement immobilier a commencé à se déplacer vers le nord, entraînant un déclin progressif du vieux centre.
Le bâtiment perdit sa fonction originelle en 1926, à la suite de l'annexion de Sampierdarena au « Grand Gênes » ; aujourd'hui, il abrite les bureaux publics et le siège local de la police municipale.

## Caractéristiques
Le bâtiment est situé dans l'ancien bourg de Sampierdarena ; il a été construit sur les vestiges d'un château situé le long de l'ancienne côte, puis en retrait pour la construction des nouveaux bassins portuaires.
Elle présente un plan en U, avec un corps central flanqué de deux ailes latérales symétriques  entourant une cour d'honneur ouverte sur la rue. Les façades présentent des décorations néoclassiques.